# Eremoplana guérini
Eremoplana guérini är en bönsyrseart som beskrevs av Reiche och Leon Fairmaire 1847. Eremoplana guérini ingår i släktet Eremoplana och familjen Mantidae. Inga underarter finns listade i Catalogue of Life.